# Grand Prix automobile des Pays-Bas 1951
Résultats du Grand Prix des Pays-Bas 1951 (III Grote Prijs van Nederland), disputé sous la réglementation Formule 1 (hors championnat) sur le circuit de Zandvoort le 22 juillet 1951.

## Grille de départ du Grand Prix

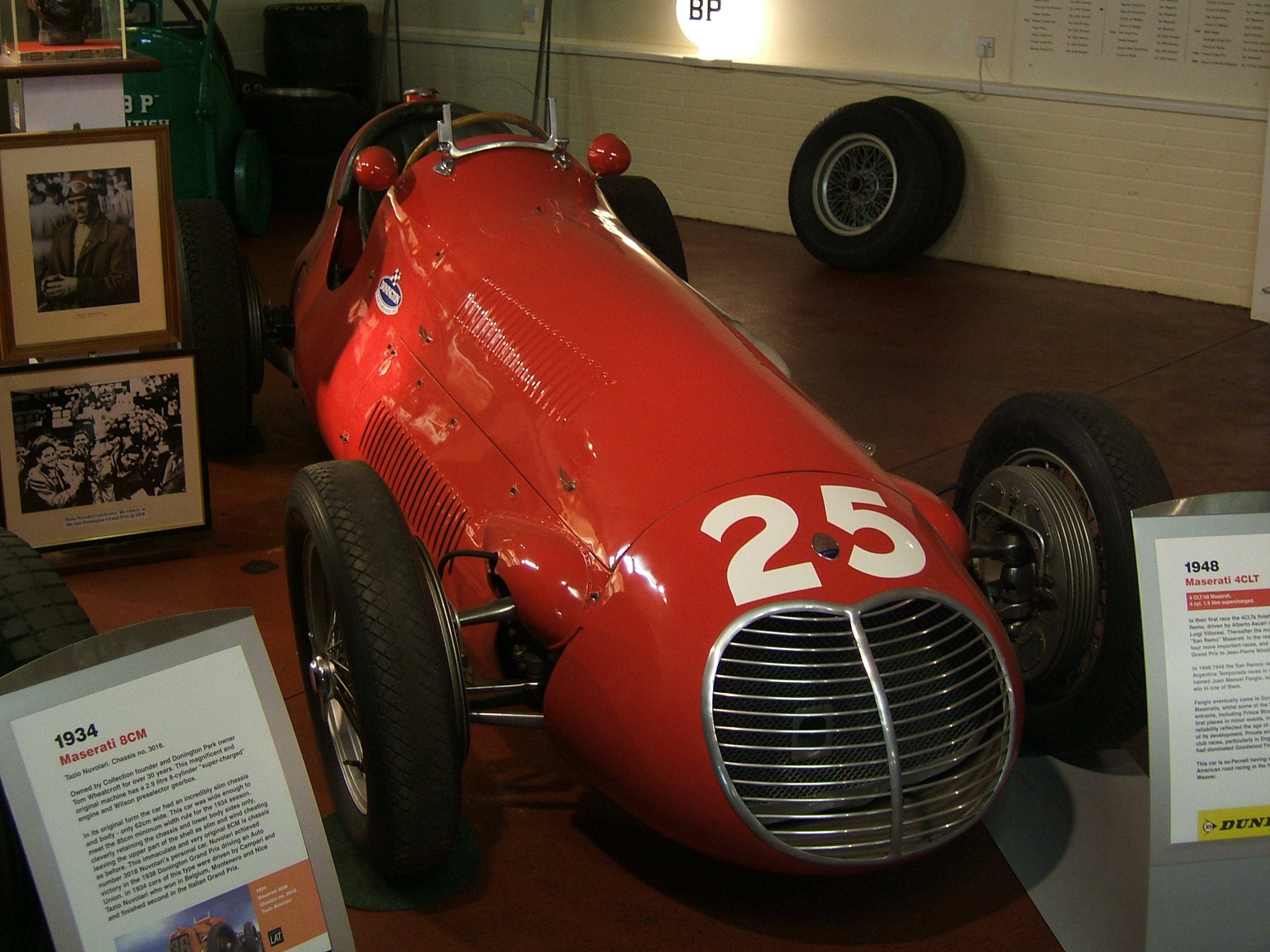
En l'absence de l'équipe Alfa Romeo, Giuseppe Farina pilote pour l'occasion une Maserati 4CLT-48, avec laquelle il obtient la pole position.

| 1re ligne | Pos. 3                           |                                | Pos. 2                          |                                    | Pos. 1                            |
|           | Pilette Talbot-Lago 1 min 54 s 2 |                                | Chiron Talbot-Lago 1 min 54 s 1 |                                    | Farina Maserati 1 min 52 s 9      |
| 2e ligne  |                                  | Pos. 5                         |                                 | Pos. 4                             |                                   |
|           |                                  | Claes Talbot-Lago 1 min 55 s 0 |                                 | Étancelin Talbot-Lago 1 min 54 s 3 |                                   |
| 3e ligne  | Pos. 8                           |                                | Pos. 7                          |                                    | Pos. 6                            |
|           | Rosier Talbot-Lago 1 min 57 s 2  |                                | Fischer Ferrari 1 min 55 s 4    |                                    | Moss HWM 1 min 55 s 2             |
| 4e ligne  |                                  | Pos. 10                        |                                 | Pos. 9                             |                                   |
|           |                                  | Macklin HWM 2 min 00 s 7       |                                 | Levegh Talbot-Lago 2 min 00 s 5    |                                   |
| 5e ligne  |                                  |                                | Pos. 12                         |                                    | Pos. 11                           |
|           |                                  |                                | Heath HWM 2 min 11 s 5          |                                    | Hamilton Talbot-Lago 2 min 01 s 0 |

## Classement

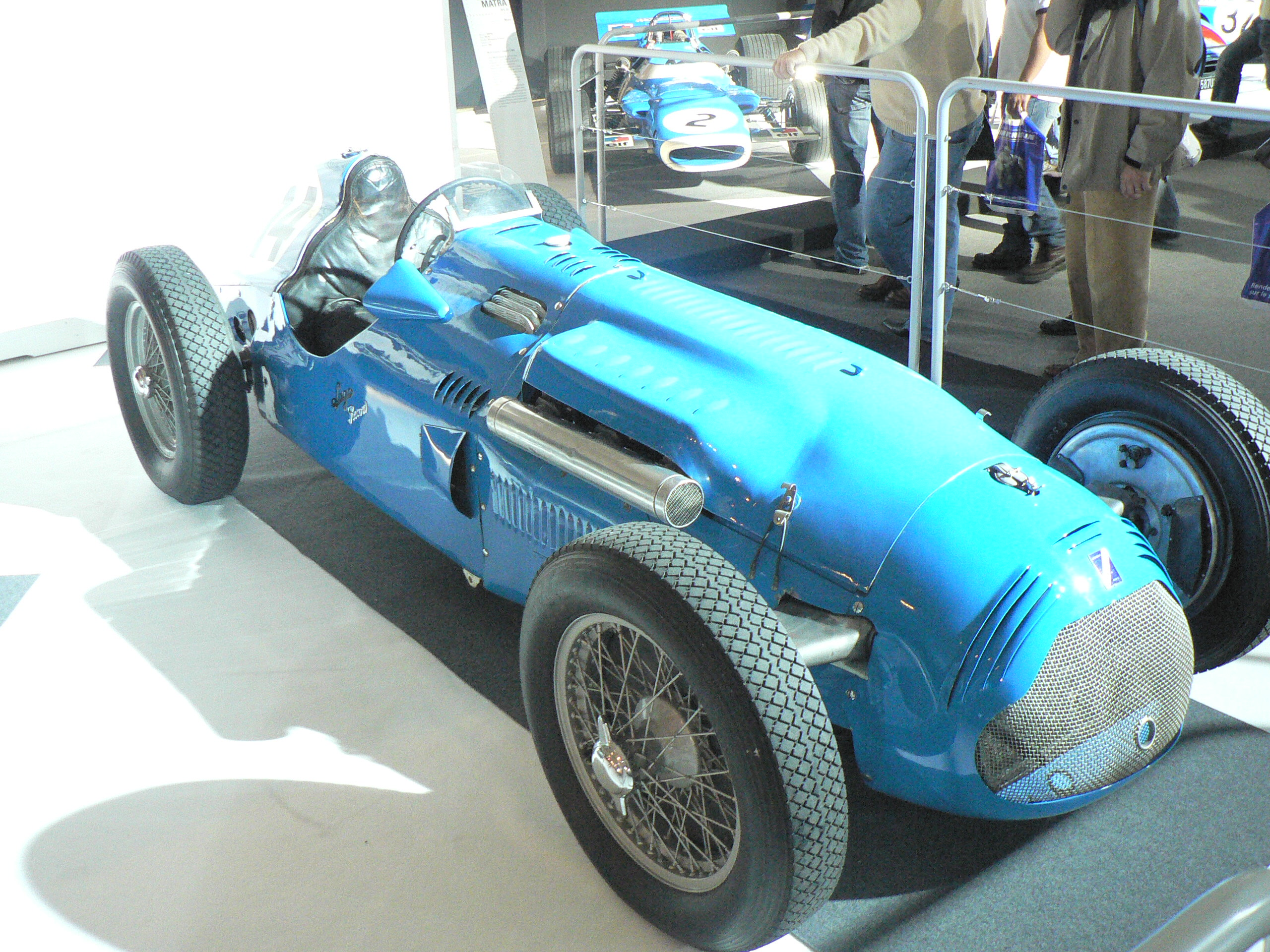
Deuxième victoire dans cette épreuve pour la Talbot-Lago T26C de Louis Rosier.

| Pos. | no | Pilote             | Voiture     | Tours | Distance   | Temps/Abandon        | Grille |
| ---- | -- | ------------------ | ----------- | ----- | ---------- | -------------------- | ------ |
| 1    | 16 | Louis Rosier       | Talbot-Lago | 90    | 377,370 km | 2 h 59 min 19 s 4    | 8      |
| 2    | 8  | Philippe Étancelin | Talbot-Lago | 89    | 373,177 km | + 1 tour             | 4      |
| 3    | 28 | Stirling Moss      | HWM         | 89    | 373,177 km | + 1 tour             | 6      |
| 4    | 26 | Rudi Fischer       | Ferrari     | 88    | 368,984 km | + 2 tours            | 7      |
| 5    | 30 | Duncan Hamilton    | Talbot-Lago | 86    | 360,598 km | + 4 tours            | 11     |
| 6    | 24 | Lance Macklin      | HWM         | 84    | 352,212 km | Panne d'essence      | 10     |
| 7    | 14 | André Pilette      | Talbot-Lago | 84    | 352,212 km | Sortie de route      | 3      |
| 8    | 2  | John Heath         | HWM         | 82    | 343,826 km | + 8 tours            | 12     |
| Abd. | 10 | Johnny Claes       | Talbot-Lago | 61    | 255,773 km | Moteur               | 5      |
| Abd. | 12 | Giuseppe Farina    | Maserati    | 46    | 192,878 km | Canalisation d'huile | 1      |
| Abd. | 4  | Louis Chiron       | Talbot-Lago | 41    | 171,913 km | Freins               | 2      |
| Abd. | 18 | Pierre Levegh      | Talbot-Lago | 37    | 155,141 km | Moteur               | 9      |

Légende:
- Abd.= Abandon

## Pole position et record du tour
- Pole Position :  Giuseppe Farina en 1 min 52 s 9 (vitesse moyenne : 133,701 km/h).
- Tour le plus rapide :  André Pilette en 1 min 54 s 0 (vitesse moyenne : 132,411 km/h).

## Tours en tête
- Giuseppe Farina : 20 tours (1-20)
- Louis Rosier : 70 tours (21-90)

## À noter
- Seconde victoire consécutive dans le Grand Prix des Pays-Bas pour Louis Rosier, vainqueur l'année précédente sur une voiture identique.
- Victime d'une sortie de route lors du quatre-vingt-cinquième tour, souffrant de multiples fractures, le pilote belge André Pilette fut écarté des circuits durant une année[1].